# Sở hữu chéo
Sở hữu chéo (Cross ownership) là một phương pháp củng cố các mối quan hệ kinh doanh bằng cách sở hữu cổ phần trong các công ty mà một công ty nhất định kinh doanh. Sở hữu chéo cơ cấu ưu thế được gọi là sở hữu tuần hoàn. Ở Hoa Kỳ, "sở hữu chéo" cũng đề cập đến một loại hình đầu tư vào các tài sản truyền thông đại chúng khác nhau ở một thị trường. Các quốc gia được ghi nhận có mức độ sở hữu chéo cao như Nhật Bản Mặt tích cực của sở hữu chéo giúp gắn chặt mỗi doanh nghiệp với vận mệnh kinh tế của các đối tác kinh doanh, góp phần thúc đẩy tốc độ thay đổi kinh tế chậm. Sở hữu chéo cổ phiếu bị chỉ trích vì làm nền kinh tế trì trệ, gây lãng phí vốn có thể được sử dụng để nâng cao năng suất, gia tăng suy thoái kinh tế bằng cách ngăn chặn việc tái phân bổ vốn, giảm bớt quyền kiểm soát của cổ đông đối với lãnh đạo công ty. Sở hữu chéo dấn đến chi phối việc cho vay trong nội bộ hay trong hệ sinh thái không có lợi cho nền kinh tế, đặc biệt là đẩy giá bất động sản, đẩy bong bóng tài sản cố định trong nền kinh tế lên cao, tạo ra một khả năng tiềm ẩn trong báo cáo tài chính với dòng vốn ảo.

## Đại cương
Ở Hàn Quốc, các tập đoàn lớn gia đình trị (Chaebol) từng tận dụng sở hữu chéo và cấu trúc kim tự tháp, được hưởng ưu đãi từ ngân hàng. Kết quả là hầu hết các chaebol lạm dụng đòn bẩy tài chính và kinh doanh đa ngành, tham gia cả những lĩnh vực không liên quan khiến nợ tăng mạnh. Theo số liệu năm 2001 của Ngân hàng Phát triển châu Á, 30 Chaebol hàng đầu chiếm 46% tổng tài sản doanh nghiệp của Hàn Quốc; các gia đình kiểm soát, nắm giữ khoảng 45% cổ phần trong 30 Chaebol này. Thông thường, các gia đình cử người thân vào nắm giữ nhiều vị trí quản lý nhưng không công khai, liệt kê đầy đủ. Các chaebol tin mình quá lớn để chính phủ có thể cho phép họ sụp đổ, điều này khuyến khích các Chaebol đầu tư quá mức, đa dạng hóa kinh doanh quá mức. Trung bình, 30 Chaebol hàng đầu sở hữu hơn 20 công ty con trong nhiều lĩnh vực khác nhau. Các cá nhân tư nhân sở hữu khoảng 40% tổng số cổ phiếu niêm yết và kiểm soát khoảng 30% các công ty niêm yết.
Một số chuyên gia kinh tế Việt Nam cho rằng, sở hữu chéo trong hệ thống ngân hàng Việt Nam thực chất đã có từ khá lâu. Vấn đề sở hữu chéo ngân hàng tồn tại trên hệ thống tài chính Việt Nam từ năm 1997, khi Luật Các Tổ chức tín dụng ra đời có điều khoản cho phép ngân hàng sở hữu một tổ chức tài chính. Thời gian đầu chủ yếu do các ngân hàng quốc doanh góp vốn với tư cách cổ đông Nhà nước với mục đích giúp Nhà nước kiểm soát hoạt động của các ngân hàng cổ phần. Về sau, cùng với sự phát triển, các hình thức sở hữu chéo ngày càng đa dạng. Sở hữu chéo trong hệ thống ngân hàng Việt Nam cũng còn có quá nhiều bất cập. và việc sở hữu chéo rất khó phát hiện.. Bản chất của sở hữu chéo của Việt Nam khác với khái niệm sở hữu chéo trên thế giới, đó là giới chủ đứng đằng sau chi phối và nắm quyền kiểm soát, cho vay thân hữu trong một hệ sinh thái. Để ngăn chặn sở hữu chéo, lũng đoạn ngân hàng, ngoài điều kiện cần là siết lại tỷ lệ sở hữu vốn, vẫn cần có sự giám sát chặt chẽ vấn đề quản trị ngay từ nội bộ ngân hàng và từ cơ quan quản lý nhà nước. Bởi trên thực tế, ngân hàng không chỉ đơn thuần là một doanh nghiệp kinh doanh tiền tệ mà còn liên quan đến ngân quỹ, đến sự an toàn, an ninh tiền tệ quốc gia.